# Nickelodeon Spieltag
Der Nickelodeon Spieltag (engl. Nickelodeon's Worldwide Day of Play) ist ein jährliches Event des internationalen Kindersenders Nickelodeon, welches seit 2004 jedes Jahr einmal ausgestrahlt wird. Beim Nickelodeon Spieltag wird über 6 Stunden hinweg das Programm unterbrochen und die Kinder dazu aufgerufen, den Fernseher auszuschalten, rauszugehen und zu spielen. In den USA fand der Nickelodeon Spieltag zum ersten Mal am 2. Oktober 2004 statt.
Zudem ist es möglich, den "Nickelodeon Spieltag" auch an seiner Schule zu veranstalten.

## Der Spieltag in Deutschland und Österreich
In Deutschland fand der Nickelodeon Spieltag erstmals am 28. Mai 2010, zum zweiten Mal am 9. Juni 2011 und zum dritten Mal am 1. Juni 2012 unter dem Motto Nickelodeon Mach Mit! statt. 2010 war geplant, den ganzen Tag das Programm von Nickelodeon Deutschland abzuschalten (von 6:00 – 20:15 Uhr), jedoch entschied man sich, nur 6 Stunden nicht zu senden. 
Am 30. Juni 2010, am 29. Juni 2011 und am 1. Juni 2012 fand der Nickelodeon Spieltag auch bei Nickelodeon Austria statt.
Am 12. Juni 2013 fand der Nickelodeon Spieltag 2013 sowohl bei Nickelodeon Deutschland als auch Nickelodeon Austria statt. Zum ersten Mal wurde zudem das Online-Angebot in diesem Zeitraum eingeschränkt.
Am 1. August 2014 fand der Nickelodeon Spieltag zum fünften Mal auf Nickelodeon Deutschland und Nickelodeon Austria statt. Erneut wurde zudem das Online-Angebot in diesem Zeitraum eingeschränkt.
Auch im Jahre 2015 fand der Spieltag statt.
Am 19. Juni 2015 blieb das Bild wortwörtlich "schwarz", so Nickelodeon.
Hierbei wurde lediglich 4 Stunden nicht gesendet; von 13:00 Uhr bis 17:00 Uhr.
Am 21. Juni 2016 fand der Nickelodeon Spieltag erneut statt. Auch 2016 wurde das Programm von 13:00 Uhr bis 17:00 Uhr nicht gezeigt sowie die Internetpräsenz abgeschaltet.
Seit 2017 wird das Programm nicht mehr unterbrochen, sondern durch Spieltag Clips ergänzt, welche zeigen sollen wie man den Tag draußen gestalten sollte. Am Nickelodeon Spieltag werden Marathons von Spongebob Schwammkopf, Die Patrick Star Show und Kamp Koral den ganzen Tag gezeigt.